# José Faría
José Mehmed Benfaria, detto José Faría (Rio de Janeiro, 26 aprile 1933 – Rabat, 8 ottobre 2013), è stato un allenatore di calcio e calciatore brasiliano, di ruolo ala.

## Carriera

### Allenatore
Ha condotto la Nazionale di calcio del Marocco ai Mondiali 1986 e alle Olimpiadi 1984.

## Palmarès

### Allenatore

#### Competizioni nazionali
- Qatar Stars League: 2

Al-Sadd: 1979-1980, 1980-1981
- Emir of Qatar Cup: 1

Al-Sadd: 1981-1982